# Dichelomorpha ochracea
Dichelomorpha ochracea är en skalbaggsart som beskrevs av Hermann Burmeister 1855. Dichelomorpha ochracea ingår i släktet Dichelomorpha och familjen Melolonthidae. Inga underarter finns listade i Catalogue of Life.